# Torsnäs, Björneborg

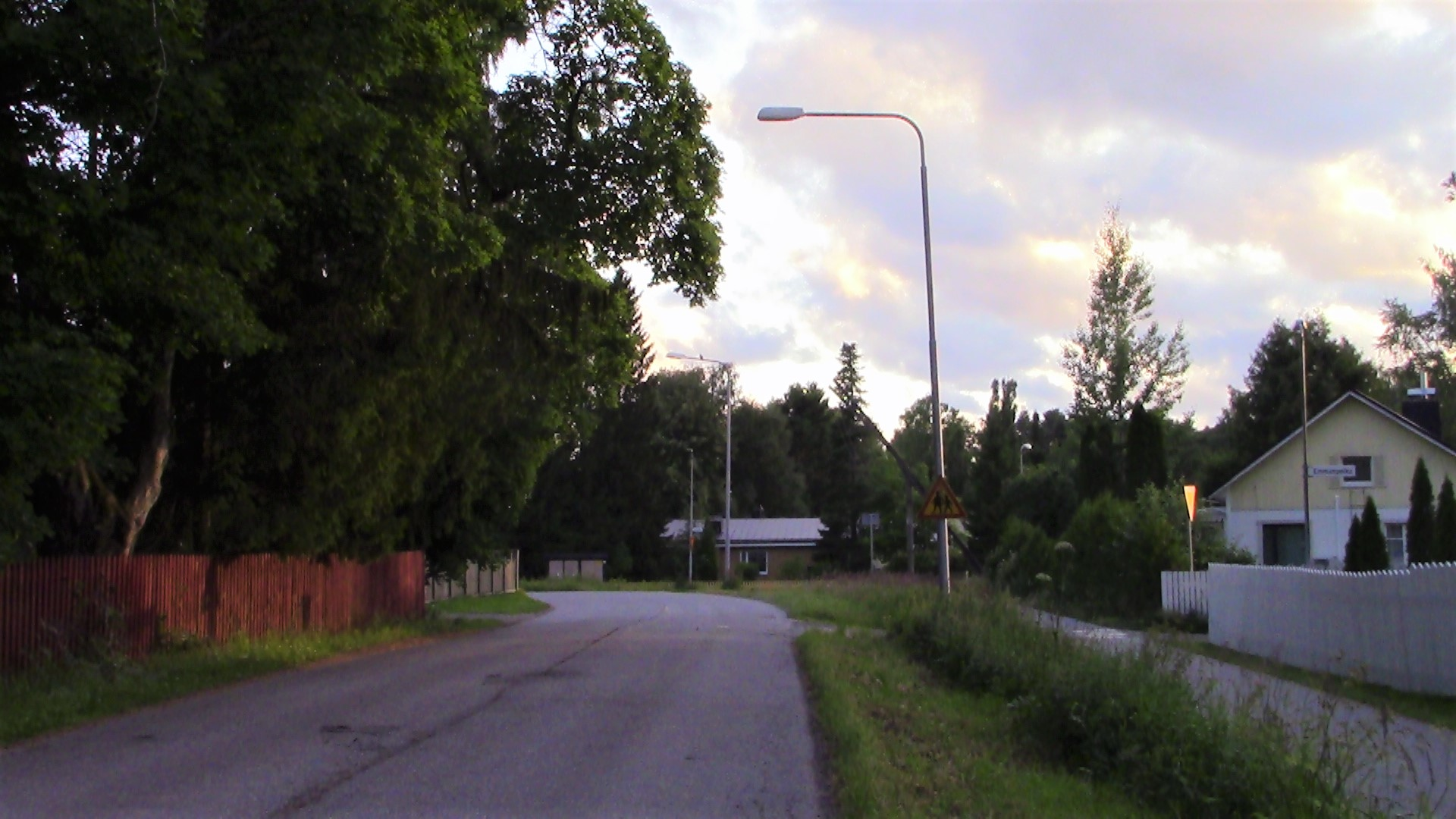
Torsnäsvägen i Torsnäs.

Torsnäs (finska: Tuorsniemi) är en stadsdel i Björneborg.
I Torsnäs påträffades 1950 drygt 40 barkflöten inbäddade i sandig lera. Smärre arkeologiska grävningar har utförts 1950 och 1967 och de tillvaratagna flötenas antal överstiger 800. Undersökningarna antyder dock att antalet kan vara avsevärt större, eftersom flötena uppenbarligen är utspridda över ett tämligen vidsträckt område. Flötena är omsorgsfullt täljda av tallbark och i medeltal 15–30 centimeter långa, några av dem är korsformade och påminner om "barkdockor" använda som flöten upp i modern tid. Vid undersökningarna hittade man också rester av själva näten, som var tillverkade av lindbast. Bland fynden ingår även ett sälben och en fiskkota. Man har uppskattat att flötena kommer från ett tiotal nät; några sänkstenar påträffades inte. Pollenanalytiska undersökningar och radiokoldateringar av ett antal flöten visar, att fyndet är från stenålderns slutskede. Näten har troligtvis varit avsedda för sälfångst. 